# رغدة عز الدين
رغدة عز الدين (1992 -) هي بطلة غواص حر مصرية، ولها أرقامها القياسية الخاصة بها، اختيارت في استفتاء البي بي سي لعام 2018 ضمن قائمة المئة لأكثر سيدة مؤثرة وملهمة. وقد كتبت البي بي سي عن سبب ضمها لقائمة النساء الأكثر تأثيراً في العالم "أن رغدة صاحبة أرقام قياسية في مجال الغوص الحر ، إذ تغوص إلي أعماق كبيرة دون الاستعانة بمعدات الغوص للتنفس تحت الماء" 

## رحلتها مع الغوص
تعلمت رغدة في البداية السكوبادايفنج ( وهو الغوص العادي بمعدات الغوص المألوفة) ولكنها لم تجد متعتها الحقيقية في هذه الرياضة لانها تقيد من حريتها فيما هو تحت الماء، واحبت الغوص الحر وبدأت تتدرب عليه ووجدت فيه ذاتها ، ,وبدأت رحلتها مع الغوص الحر عام 2016م، وهي تري أن هذا النوع من الغوص يجعلها تشعر بالحرية مستمتعة بمقابلتها للدلافين والاسماك تحت الماء وتفاعلهم معها. وانطلقت رغدة في هذا المجال حتي حققت ارقامًا قياسية مسجلة بأسمها، وحققت نجاحا مذهلا ليس محليا فقط بل عالميا وشاركت في عدة مسابقات وأصبحت مدربة وبطلة مصرية بجدارة بعدما حققت أرقاما قياسية في تلك المسابقات، والذي تتمثل في أربعة ارقام قياسية.
فقد حققت في الغوص الحر رقماً قياسياً يتمثل في الغوص الحر لمسافة (45) متر في زمن قدره دقيقة ونصف ، كما سجلت رقماً قياسياً في البقاء تحت الماء بدون تنفس لفترة (خمس دقائق وثلاث ثوان).

## اسهاماتها في مجال الغوص
لم تقف رغدة عند كونها ماهرة في الغوص والغطس تحت الماء لأعماق طويلة ، ولكنها أيضاً تعمل علي توفير الرحلات للغواصين وتدريبهم علي الغوص الحر ، كما تساهم في تنظيم العديد من المعسكرات لنفس الغرض، رغدة ساهمت في تأسيس شركة Blue Odysea (أوديسا الزرقاء) بالأشتراك مع احمد سليمان، والشركة توفر منتجعات مائية ، ودورات مجانية للغوص ، وللشركة نشاطات عدة نذكر منها - أنها نجحت في جعل الجهات الحكومية في البحر الأحمر تحظر البلاستيك الذي يستخدم مرة واحدة. من بين نشاطات الشركة أيضاً تجربة رقص البنات والسيدات تحت سطح الماء بطريقة تجعلهم اكثر هدوءً وتفرغ جميع مشاعرهم من الغضب وتعطيهم الراحة والطمأنينة، وقد سلطت شبكة CNN الأمريكية الضوء علي هذه التجربة باعتبارها جديدة وفريدة من نوعها حيث أنها تمكن النساء من الحصول علي حريتهم من خلال الرقص تحت الماء، ورغدة بدورها تقدم تجارب مائية تتيح للأشخاص الرقص والتعبير عن مشاعرهم في حالة من الاسترخاء العميق دون الحاجة لأية معرفة او خلفية بالرقص ،
اسست رغدة أيضاً في هذا المجال شركة ايجيبت فري دايفرز والتي بدأت بـ (30) فرد من المهتمين بهذه الرياضة في القاهرة ؛ وذلك بهدف نشر هذه الرياضة والتعريف بها.